# Весёлая жизнь в Крэктауне
«Весёлая жизнь в Крэктауне» (англ.  Life Is Hot in Cracktown)  — американская криминальная драма, снятая режиссёром и сценаристом Бадди Джовинаццо.

## Сюжет
Крэктаун — это жуткий район, город внутри города, состоящий в основном из проституток, наркоманов и жестоких афроамериканцев. Здесь опасно выходить на улицу не только ночью, но и днём. Здесь главенствует сила. Вас могут убить, изнасиловать или ограбить, и никому ничего  за это не будет. Но даже в подобных обстоятельствах остаются люди, готовые оставаться людьми.

## В ролях
- Эван Росс — Ромео
- Шэннин Соссамон — Кончетта
- Лара Флинн Бойл — Бетти Макбейн, проститутка
- Томас Иэн Николас — Чад Уэсли, молодой полицейский
- Вонди Кёртис-Холл — Диксон, ветеран уличной полиции
- Керри Вашингтон — Мэри Бет / Микки
- Десмонд Харрингтон — Бенни
- Марк Уэббер — Ридли / Габриэль
- Брэндон Рут — Сайзмор
- RZA — Сэмми[1]

## Награды и номинации
- Участник основного конкурса Международного кинофестиваля в Ольденбурге